# Целии
Це́лии (лат. Cælii, или Cœlii) — римский плебейский род, признававший своим родоначальником этрусского предводителя Целеса Вибенну и разделившийся на две ветви — Кальдов и Руфов.
Из представителей этого рода известны:
- Публий Целий (умер в 87 году до н. э.) — командир гарнизона Плаценции во время гражданской войны 87 года до н. э.;

- Гай Целий Кальд — консул 94 года до н. э.;

- Гай Целий Кальд — претор между 70 и 60 годами до н. э.;

- Марк Целий Руф — претор 48 года до н. э., друг Марка Туллия Цицерона;

- Целий Аттиан — префект претория в 117—119 годах;

- Целий — писатель, автор сохранившегося сочинения по кулинарному искусству «Apicius de opsoniis et condimentis sive arte coquinaria»